# あした晴れるか
『あした晴れるか』は、来生たかおの19枚目のシングルで、1986年4月25日にリリースされた。

## 概要
来生が初めてアニメソングを手がけた曲で、1986年3月26日より放送開始されたフジテレビ系アニメ『めぞん一刻』の初代エンディングテーマとして使用された。放送で使用されたテレビサイズ版は、レコード用フルサイズ版とはアウトロと一部の歌詞が異なる。
また、B面の「もう少し遠く」も、『めぞん一刻』にて挿入歌として使用され、第43、46、89話にて使用された。
『あした晴れるか』はオリジナル・アルバム未収録曲で、初めて収録されたアルバムも『めぞん一刻』のサウンドトラック集『MUSIC BLEND』（1986年9月21日リリース）で、来生のアルバム初収録はベスト・アルバム『THEME SONGS』（1992年）。B面の『もう少し遠く』は、来生のアルバム『ONLY YESTERDAY』（1985年）のCD版にて収録されており、事実上のシングル・カットでもあった。

## 収録曲
1. あした晴れるか
作詞：来生えつこ、作曲：来生たかお、編曲：星勝
  - フジテレビ系アニメ『めぞん一刻』エンディングテーマ。劇中、器楽曲版も数回使用された。第2話では来生の歌唱が入っていたが、歌詞が全く異なっている[2]。
2. もう少し遠く
作詞：来生えつこ、作曲：来生たかお、編曲：矢倉銀
  - フジテレビ系アニメ『めぞん一刻』第43、46、89話挿入歌
  - 矢倉銀は来生たかおの編曲時のペンネーム。

## 収録アルバム

### あした晴れるか
- 来生たかおのアルバム
  - 「THEME SONGS」（1992年）
  - 「SINGLE COLLECTION II 1984〜1995」（1998年）
  - 「SUPER BEST COLLECTION」（2002年）
- 『めぞん一刻』関連
  - 「MUSIC BLEND」（1986年）
  - 「MUSIC COCKTAIL」（1986年）
  - 「FOREVER REMIX」（1992年） - リミックス版
  - 「めぞん一刻 Best Selection」（1994年）

### もう少し遠く
- 「ONLY YESTERDAY」（1985年） - CD復刻盤のみ収録
- 『「めぞん一刻」コンプリート・ミュージック・ボックス』

## カバー

### あした晴れるか
- 杉山卓夫（編曲） - 「もの想い」と題して、『めぞん一刻』のサウンドトラックに収録されているストリングスによるインストゥルメンタル。劇中で使用されている。
- 千葉繁・二又一成（1992年） - 『めぞん一刻』ドラマアルバム『PARTY ALBUM』劇中にて、1番を千葉演じる四谷が、2番以降を二又演じる五代裕作が歌う設定の下でカバー。
- kyo-1（2016年）- ミニアルバム『熱烈！アニソン魂 THE BEST カバー楽曲集 TVアニメシリーズ「めぞん一刻」』に収録。